# Porno para Ricardo
I Porno para Ricardo sono un gruppo punk rock cubano, costituitosi nel 1988.

## Storia
Sono noti principalmente per le loro canzoni fortemente critiche nei confronti del regime castrista e della Rivoluzione cubana, così come della Nueva Trova Cubana. I testi delle canzoni inneggiano anche alla libertà individuale e sono fortemente anti-statalisti, motivo per cui la band viene associata alla scena anarcopunk latinoamericana, anche se dichiarano di non rifarsi ad alcuna ideologia o movimento.

## Formazione
- Gorki Águila Carrasco - chitarra e voce
- Ciro Javier Díaz Penedo - chitarra e voce
- Renay Kayrus - batteria e voce
- William Retureta - basso e voce

## Discografia
- 2001 – Pol' tu culpa (EP)
- 2002 – Rock para las masas ...cárnicas
- 2003 – Un CD Porno para Ricardo
- 2006 – A mí no me gusta la política pero yo le gusto a ella compañeros
- 2006 – Soy porno, soy popular
- 2008 – El disco rojo desteñido